# Ulrich Dahmen
Ulrich Dahmen (* 1961 in Aachen) ist ein katholischer Theologe und Professor für Alttestamentliche Literatur und Exegese an der Theologischen Fakultät der Universität Freiburg.

## Biografie
Nach dem Studium der Theologie, Philosophie und Semitistik an der Universität Bonn und an der Philosophisch-Theologischen Hochschule Sankt Georgen wurde Ulrich Dahmen 1996 an der Katholisch-Theologischen Fakultät in Bonn zum Doktor der Theologie promoviert. Die Habilitation erfolgte 2003 ebenfalls in Bonn. Bereits seit 1992 war Ulrich Dahmen als Wissenschaftlicher Mitarbeiter am Institut für Katholische Theologie der Universität Siegen tätig. Zum 1. Januar 2012 übernahm er den Lehrstuhl für alttestamentliche Exegese an der Theologischen Fakultät der Albert-Ludwigs-Universität Freiburg.
Die Forschungsschwerpunkte von Ulrich Dahmen sind der Pentateuch, das Zwölf-Propheten-Buch und die Psalmen. Seit 2007 leitet er gemeinsam mit Heinz-Josef Fabry das von der Deutschen Forschungsgemeinschaft geförderte Projekt Theologisches Wörterbuch zu den Qumrantexten. Die drei Bände des Werkes erschienen in den Jahren 2011, 2013 und 2016.

## Publikationen (Auswahl)
- Leviten und Priester im Deuteronomium. Literarkritische und redaktionsgeschichtliche Studien (Bonner biblische Beiträge; Bd. 110), Bodenheim 1996.
- Psalmen- und Psalter-Rezeption im Frühjudentum : Rekonstruktion, Textbestand, Struktur und Pragmatik der Psalmenrolle 11QPsa aus Qumran (Studies on the texts of the desert of Judah 49), Leiden u. a. 2003.
- Die Bücher Joel und Amos (Neuer Stuttgarter Kommentar: Altes Testament; 23,2), Stuttgart 2001.